# Psapharochrus piraiuba
Psapharochrus piraiuba là một loài bọ cánh cứng trong họ Cerambycidae.